# Prix du Gouverneur général : littérature jeunesse de langue française - illustration
Le prix littéraire du Gouverneur général dans la catégorie littérature jeunesse de langue française - illustration est l'un des plus prestigieux prix de littérature d'enfance et de jeunesse au Canada. Ce prix fut décerné pour la première fois en 1987, en même temps que le prix du Gouverneur général : littérature jeunesse de langue anglaise - illustration.

## Liste des lauréats
Voici la liste des lauréats :
- 1987 - Darcia Labrosse, Venir au monde
- 1988 - Philippe Béha, Les Jeux de Pic-Mots
- 1989 - Stéphane Poulin, Benjamin et la saga des oreillers
- 1990 - Pierre Pratt, Les Fantaisies de l'oncle Henri
- 1991 - Sheldon Cohen, Un champion
- 1992 - Gilles Tibo, Simon et la ville de carton
- 1993 - Stéphane Jorisch, Le Monde selon Jean de ...
- 1994 - Pierre Pratt, Mon chien est un éléphant
- 1995 - Annouchka Gravel Galouchko, Sho et les dragons d'eau
- 1996 -  (Aucun lauréat)
- 1997 - Stéphane Poulin, Poil de serpent, dent d'araignée
- 1998 - Pierre Pratt, Monsieur Ilétaitunefois
- 1999 - Stéphane Jorish, Charlotte et l'île du destin
- 2000 - Anne Villeneuve, L'Écharpe rouge
- 2001 - Bruce Roberts, Fidèles Éléphants
- 2002 - Luc Melanson, Le Grand Voyage de Monsieur
- 2003 - Virginie Egger, Recette d’éléphant à la sauce vieux pneu
- 2004 - Janice Nadeau, Nul poisson où aller
- 2005 - Isabelle Arsenault, Le Cœur de monsieur Gauguin
- 2006 - Roger Girard (Rogé), Le Gros Monstre qui aimait trop lire
- 2007 - Geneviève Côté, La Petite Rapporteuse de mots
- 2008 - Janice Nadeau, Ma meilleure amie
- 2009 - Janice Nadeau, Harvey
- 2010 - Daniel Sylvestre, Rose : derrière le rideau de la folie
- 2011 - Caroline Merola, Lili et les poilus
- 2012 - Élise Gravel, La Clé à molette
- 2013 - Isabelle Arsenault, Jane, le renard & moi
- 2014 - Marianne Dubuc, Le Lion et l’Oiseau
- 2015 - Patrick Doyon et André Marois, Le Voleur de sandwichs
- 2016 - Stéphanie Lapointe et Rogé, Grand-père et la Lune
- 2017 - Jacques Goldstyn, Azadah
- 2018 - Marianne Dubuc, Le chemin de la montagne
- 2019 - Delphie Côté-Lacroix et Stéphanie Lapointe, Jack et le temps perdu
- 2020 - Katia Canciani et Guillaume Perreault, Pet et Répète: La véritable histoire
- 2021 - Mario Brassard et Gérard DuBois, À qui appartiennent les nuages ?[1]
- 2022 - Nadine Robert and Qin Leng, Trèfle[2]
- 2023 - Samuel Larochelle et Eve Patenaude, Le plus petit sauveur du monde[3]